# Atropa
Atropa é um género botânico pertencente à família Solanaceae.
A autoridade do género é L., tendo sido publicado em Species Plantarum 1: 181. 1753.
Trata-se um género aceite pelo sistema de classificação filogenético Angiosperm Phylogeny Website. Segundo o mesmo sistema este género é sinónimo de Belladona Duhamel.

## Espécies
Segundo a base de dados The Plant List, este género tem 39 espécies descritas das quais 4 são aceites:
- Atropa acuminata Royle ex Lindl.
- Atropa baetica Willk.
- Atropa belladonna L.
- Atropa pallidiflora Schönb.-Tem.

## Portugal
Em Portugal este género é representado por uma única espécie, Atropa belladonna L., que ocorre em Portugal Continental, de onde é nativa.

## Classificação do gênero
Segundo o sistema de Linné este género estava classificado na Classe Pentandria, ordem Monogynia.